# Cát đằng đứng
Cát đằng đứng (danh pháp khoa học Thunbergia erecta) là một loài thực vật có hoa trong họ Ô rô. Loài này được (Benth.) T.Anderson miêu tả khoa học đầu tiên năm 1864.

## Hình ảnh

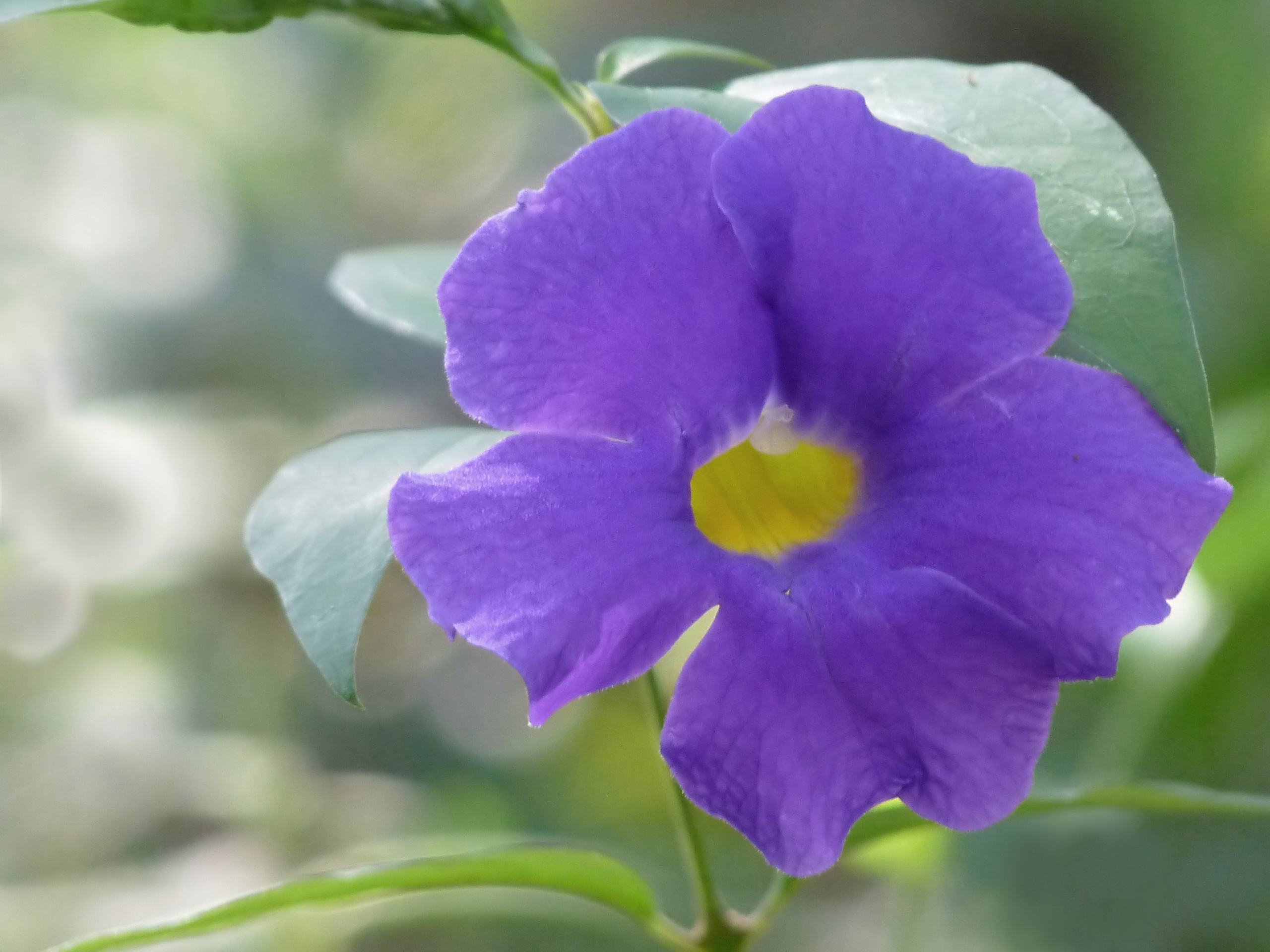
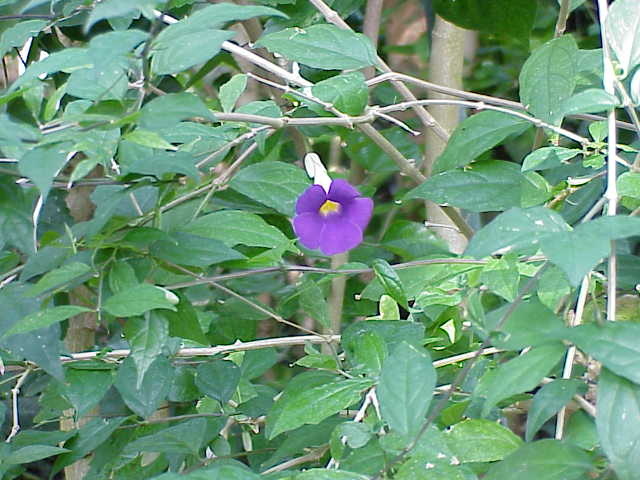
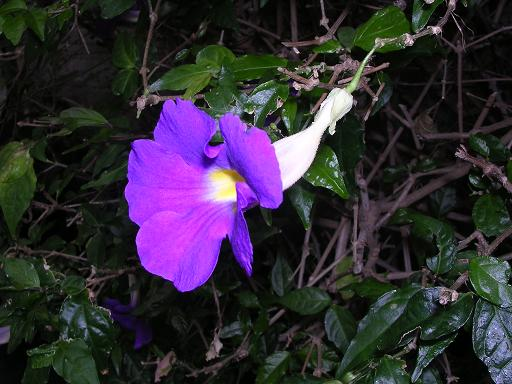